# 第一経理専門学校
第一経理専門学校（だいいちけいりせんもんがっこう）は東京都渋谷区代々木に所在していた専門学校。

## 概要
1966年設立。
設置者は学校法人第一学園。
代々木駅から徒歩で2分という立地であった。
情報処理、簿記、秘書などの資格試験の合格に力を入れていた。
駅が近くて授業は午前10時に開始のため遠方の人も楽に通学ができていた。
広告、宣伝の費用などを極力少なくしているため、他の専門学校に比べて安い学費が設定されていた。学費には行事の費用も含まれていた。初年度の学費は695,000円に設定され、2年次の学費は入学金を除いて595,000円に設定されていた。
2016年7月閉校。

## 構成[7]
- 経理学科（２年制）
  - 情報経理コース
  - ビジネスコース
- 経理学科（１年制）
  - ビジネスコース